# Mastoremus idahoensis
Mastoremus idahoensis är en skalbaggsart som beskrevs av Abdullah 1964. Mastoremus idahoensis ingår i släktet Mastoremus och familjen kvickbaggar. Inga underarter finns listade i Catalogue of Life.